# Güntersleben
Güntersleben ist eine Gemeinde im unterfränkischen Landkreis Würzburg.

## Geographie
Die Gemeinde liegt in der Region Würzburg. Es gibt nur die Gemarkung Güntersleben. Außer dem Pfarrdorf Güntersleben gibt es keine weiteren Gemeindeteile. Benachbart sind die Orte Thüngersheim, Retzstadt, Rimpar und Veitshöchheim.

## Name

### Etymologie
Der Name Güntersleben besteht aus dem Personennamen Gunder und dem althochdeutschen Wort leiba, das Hinterlassenschaft bedeutet. Als Erklärung ergibt sich daraus „Gunders Erbe“. Die Endung -leben weist auf eine thüringische Niederlassung hin.

### Frühere Schreibweisen
Frühere Schreibweisen des Ortes aus diversen historischen Karten und Urkunden:
- 1113 Guntresleibi
- 1147 Gundersleibe
- 1156 Gunderesleibe
- 1160 Gunderslebe
- 1291 Gundersleiben
- 1332 Guendersleyben
- 1343 Gundtersleiben
- 1345 Guendersleuben
- 1531 Günderßleben
- 1747 Guentersleben
- 1819 Güntersleben

## Geschichte

### Bis zur Gemeindegründung
Der Ort wurde 1113 erstmals urkundlich erwähnt. Im Jahre 1510 wurde Güntersleben von einem schweren Brand heimgesucht und 1611 forderte die Pest 141 Opfer in dem Dorf. Das Benediktinerkloster St. Stephan Würzburg hatte bis 1802 das Zehntrecht in Güntersleben. Als Teil des Hochstiftes Würzburg, das zum Fränkischen Reichskreis gehörte, wurde Güntersleben 1803 zugunsten Bayerns säkularisiert, dann im Frieden von Preßburg 1805 Erzherzog Ferdinand von Toskana zur Bildung des Großherzogtums Würzburgs Würzburg überlassen, mit welchem es 1814 endgültig an Bayern fiel. Im Jahr 1818 entstand die politische Gemeinde.
Neben Güntersleben gab es auch noch den Ortsnamen Thüngersleben, der aber heute in Vergessenheit geraten ist.

### Einwohnerentwicklung
| Jahr                                                                                           |      |  |       | Einwohner |
| 1594                                                                                           | 1594 |  | 530   | 530       |
| 1850                                                                                           | 1850 |  | 1.030 | 1.030     |
| 1900                                                                                           | 1900 |  | 1.162 | 1.162     |
| 1939                                                                                           | 1939 |  | 1.495 | 1.495     |
| 1950                                                                                           | 1950 |  | 1.891 | 1.891     |
| 1960                                                                                           | 1960 |  | 1.866 | 1.866     |
| 1970                                                                                           | 1970 |  | 2.296 | 2.296     |
| 1980                                                                                           | 1980 |  | 3.220 | 3.220     |
| 1990                                                                                           | 1990 |  | 3.780 | 3.780     |
| 1995                                                                                           | 1995 |  | 4.284 | 4.284     |
| 2000                                                                                           | 2000 |  | 4.394 | 4.394     |
| 2005                                                                                           | 2005 |  | 4.384 | 4.384     |
| 2010                                                                                           | 2010 |  | 4.337 | 4.337     |
| 2015                                                                                           | 2015 |  | 4.403 | 4.403     |
| 2020                                                                                           | 2020 |  | 4.464 | 4.464     |
| Datenquelle: Gemeinde Güntersleben, Daten und Zahlen; 2020 Bayerisches Landesamt für Statistik |      |  |       |           |

Im Zeitraum 1988 bis 2018 stieg die Einwohnerzahl von 3681 auf 4490 um 809 Einwohner bzw. um 22 %. 2002 hatte die Gemeinde 4567 Einwohner.
Quelle: BayLfStat

## Politik
- UBG: 7
- CSU: 5
- SPD: 4

### Gemeinderat
Bei der Kommunalwahl vom 15. März 2020 haben von den 3555 stimmberechtigten Einwohnern 2333 von ihrem Wahlrecht Gebrauch gemacht, womit die Wahlbeteiligung bei 65,63 % lag.

### Bürgermeister
Ab Oktober 2023 ist der Erste Bürgermeister Michael Freudenberger (CSU), welcher sich bei der Bürgermeisterwahl am 9. Juli 2023 mit 1252 (53,5 %) der Stimmen gegen die vorherige Bürgermeisterin Klara Schömig (1089 Stimmen, 46,5 %) durchsetzte. Die Wahlbeteiligung lag 2023 bei 66,95 %. Erste Bürgermeisterin war seit 8. Oktober 2017 Klara Schömig (UBG), die sich bei der Wahl am 9. Juli 2017 mit 54,3 % der Stimmen gegen Michael Freudenberger (CSU) durchsetzte. Ihr Vorgänger war Ernst Joßberger (UBG), der erstmals in einer Stichwahl am 2. Oktober 2005 gewählt wurde. Bei der Bürgermeisterwahl am 10. Juli 2011 wurde er erneut zum Bürgermeister von Güntersleben gewählt. Bei einer Wahlbeteiligung von 70,01 % erreichte Ernst Joßberger 1377 Stimmen (57,73 %), Dieter Menth (SPD) 626 Stimmen (26,25 %) und Joachim Neuland (CSU) 382 Stimmen (16,02 %). Bis 2005 fungierte Herbert Struch (Unabhängige Bürger) als Bürgermeister.

### Wappen
| Wappen von Güntersleben | Blasonierung: „Unter rotem Schildhaupt, darin drei silberne Spitzen, in Blau zwei schräg gekreuzte goldene Abts- bzw. Bischofsstäbe, unterlegt von einer silbernen Kette; im oberen Winkel ein silbernes Ahornblatt, im unteren eine goldene Weintraube.“ |
| Wappen von Güntersleben | Wappenbegründung: Güntersleben gehörte seit dem 16. Jahrhundert zum Territorium des Hochstifts Würzburg. Größter Grundherr war seit dem Mittelalter das Würzburger Kloster St. Stephan, das zugleich das Patronat über die Pfarrkirche von 1345 bis 1802 innehatte. Der fränkische Rechen im Schildhaupt und die Bischofsstäbe erinnern an die beiden geistlichen Herrschaftsinhaber. Die Weintraube deutet auf den traditionsreichen Weinbau hin und steht zugleich für den heiligen Maternus, dem die Pfarrkirche geweiht ist und der als Patron für das gute Gedeihen des Weines gilt. Auf die Wallfahrt zu diesem Heiligen weist die Kette hin, die ein Freigelassener aus den Türkenkriegen am Maternus-Altar angebracht hatte. Ein Gerichtssiegel, das durch Abdrucke aus der Zeit von 1640 bis 1752 belegt ist, zeigt den Heiligen Maternus, den Ortspatron von Güntersleben. Das Ahornblatt stellt die Lage der Gemeinde in waldreicher Umgebung wie den Gramschatzer Wald dar. Dieses Wappen wird seit 1988 geführt. |

### Städtepartnerschaften
Es besteht zurzeit noch keine Gemeindepartnerschaft, aber es ist eine Partnerschaft mit dem italienischen Dorf Borgo Val di Taro vorgesehen.

## Wirtschaft und Infrastruktur

### Wirtschaft einschließlich Land- und Forstwirtschaft
Es gab 1998 nach der amtlichen Statistik insgesamt 472 sozialversicherungspflichtig Beschäftigte am Arbeitsort. Sozialversicherungspflichtig Beschäftigte am Wohnort gab es insgesamt 2010. Im verarbeitenden Gewerbe gab es keine, im Bauhauptgewerbe neun Betriebe. Zudem bestanden im Jahr 2020 18 landwirtschaftliche Betriebe mit einer landwirtschaftlich genutzten Fläche von 648 Hektar, davon waren 624 Ackerfläche und 14 Hektar Dauergrünfläche.
In Güntersleben gibt es auch viele kleine Winzer, die als Nebenerwerb die Weinberge bewirtschaften. Die Weinlage Sommerstuhl ist in der Umgebung sehr bekannt und bringt jedes Jahr gute Ergebnisse.

### Bildung
Es gibt folgende Einrichtungen (Stand: 2024):
- vier Kindertageseinrichtungen: 365 genehmigte Betreuungsplätze, 331 betreute Kinder
- Ignatius-Gropp-Volksschule mit 187 Schülerinnen und Schüler sowie 11 Lehrkräften.[13] Diese Grundschule besteht seit 1951. Im Jahr 1991 wurde sie nach einem ehemaligen Pfarrer des Dorfes benannt und erhielt so ihren heutigen Namen.[14] Seit 2005 besteht wegen Schülermangels keine Teilhauptschule mehr.

### Sonstiges
im Frühjahr 2007 wurde begonnen, ein Naherholungsgebiet einzurichten. Das Projekt begann mit dem Ausbau eines Fahrradweges, der durch das Dorf führt. Dieser verbindet die Gemeinde Güntersleben mit Unterdürrbach, führt weiter bis Würzburg und hat Anschluss an den Main-Radweg. Der Dürrbachpark, ein Park mit Beachvolleyballfeld, Biergarten, einer komplett renovierten Minigolfanlage, einer Kletterwand und einem Spielplatz wurde Anfang August 2007 eingeweiht.
Anfang 2009 wurde der Ort als Heimat von Holger Göpfert bekannt, der sich als der erste kleine Star in der Castingshow Deutschland sucht den Superstar profilierte und seine Bekanntheit vergrößerte.
Wichtiges religiöses und kulturelles Zentrum ist die Sankt-Maternus-Kirche.

## Söhne und Töchter der Gemeinde
(Auswahl)
- Augustin Kolb (1869–1942), fränkischer Kirchenmaler
- Michael Krätzer (* 1962), Fußballspieler und -trainer
- Sabine Ziegler wurde 2011 Fränkische Weinkönigin
- Holger Göpfert DSDS Teilnehmer 2009